# Bajtek
Bajtek – jedno z pierwszych wydawanych w Polsce popularnych czasopism poświęconych tematyce komputerowej.
Ukazywał się w latach 1985–1996. „Bajtek” traktował o wielu dziedzinach informatyki i był skierowany do użytkowników raczkującego dopiero rynku komputerów domowych (m.in. ZX Spectrum, Amstrad, Atari, Commodore, Amiga), za cel stawiając sobie „zwalczanie analfabetyzmu komputerowego”. Przeznaczony był dla dzieci i młodzieży, ale czytany przez szerszą grupę wiekową. Bajtek był pierwszym czasopismem komputerowym mówiącym o grach i jednym z symboli polskich początków rozpowszechniania się komputerów domowych w czasach PRL. Integrował środowisko informatyczne i młodych pasjonatów dopiero co raczkującej w kraju informatyki. Wydawnictwo prowadziło także powiązany z czasopismem, jeden z pierwszych w Polsce BBS.
Pierwszy numer „Bajtka” wydało we wrześniu 1985 roku Krajowe Wydawnictwo Czasopism kierowane przez Macieja Hoffmana, jako comiesięczny dodatek do „Sztandaru Młodych” i „Odrodzenia”. Tytuł wymyślił i redagował Władysław Majewski, wówczas redaktor wkładki „Przegląd – Komputer” w tygodniku „Przegląd Techniczny”. Do końca roku ukazały się cztery numery drukowane na papierze gazetowym odstąpionym przez „Sztandar Młodych” – papier był wówczas reglamentowany – w nakładzie po 50 tysięcy egzemplarzy każdy. „Bajtek” był wielkim sukcesem handlowym – mimo relatywnie wysokiej ceny, ponad 200 tysięcy nakładu (od numeru piątego) sprzedawano bez zwrotów.
„Bajtek” podawał wiedzę w sposób przystępny, co znalazło uznanie m.in. u Krzysztofa Gradowskiego, reżysera filmu Pan Kleks w kosmosie. Redakcja przywiązywała uwagę do edukacji młodych użytkowników, na przykład w artykułach z cyklu „Tylko dla przedszkolaków”, gdzie uczono programowania, często prostych gier.
Jesienią 1985 ówczesny redaktor naczelny „Sztandaru” Aleksander Kwaśniewski mianowany został ministrem do spraw młodzieży. Jego pierwszą decyzją było przekształcenie „Bajtka” w dodatek do „Sztandaru Młodych”, z którym był on związany do 1989 roku. Następnie, do 1996 roku był niezależnym miesięcznikiem wydawanym przez spółdzielnię wydawniczą „Bajtek”, którą założyli jego redaktorzy.
Pismo, poza sekcją nowości i gier, podzielone było na tzw. klany, czyli strony dotyczące danego rodzaju komputera (Atari – szef klanu: Wojciech Zientara, Commodore – szef: Klaudiusz Dybowski, ZX Spectrum – szef: Marcin Przasnyski i Amstrad – szef: Jarosław Młodzki). Tym samym „Bajtek” starał się obejmować wszystkie rodzaje komputerów domowych w Polsce. Dopiero po 1988 w piśmie pojawił się klan IBM, wcześniej koszty i zastosowanie komputerów PC nie skłaniały do uznawania ich za komputery domowe.
Jedna z organizowanych w Warszawie giełd komputerowych „Emmet” przy ul. Grzybowskiej nosiła nazwę „Giełdy Bajtka” – redakcja czasopisma zgłaszała również projekt utworzenia giełdy. W numerze 10/1989 Bajtek opublikował Ultimatum dla „Giełdy Bajtka”, w którym sprzeciwił się m.in. rezerwacjom stoisk na giełdzie, nieopodatkowanej wymianie walut i przede wszystkim szeroko praktykowanemu na giełdzie „Emmet” piractwu komputerowemu. Z uwagi na przedstawienie przez organizatora giełdy listu zawierającego tylko częściowe usprawiedliwienie i stwierdzenie, jakoby „Bajtek” nie był w sytuacji umożliwiającej stawianie warunków, pismo wycofało swoje poparcie dla giełdy „Emmet”.
Przez cały okres istnienia czasopisma ukazało się około 130 numerów, w tym kilka łączonych (dwumiesięcznych), a także kilka numerów specjalnych („Tylko o Atari”, „Tylko o Commodore”, „Tylko dla początkujących”). Spółdzielnia „Bajtek” wydawała też pisma „Moje Atari” (1990–1991), „Atari Magazyn” (1993–1994) oraz „Commodore & Amiga” (1992–1995), przeznaczone dla użytkowników tylko tych rodzajów komputerów, jak też „Top Secret” – czasopismo poświęcone grom komputerowym.
W 1986 roku pierwszy zespół „Bajtka” stworzył wraz z Krajowym Wydawnictwem Czasopism miesięcznik „Komputer”. W 1991 roku magazyn „Komputer” został kupiony przez wydawnictwo IDG i wydaje je jako miesięcznik „PC World” (do listopada 2008 roku włącznie czasopismo nosiło nazwę „PC World Komputer”).
W czerwcu 2016 roku został wydany nowy numer specjalny „Bajtka” (oznaczony jako numer 135), który można było okazjonalnie kupić podczas warszawskiej imprezy Pixel Heaven.
W roku 2020 firma Retronics wprowadziła do sprzedaży cztery pierwsze zremasterowane wydania „Bajtka”, na kredowym papierze. Do sprzedaży trafiły też kolejne numery, a nawet całe roczniki pisma.